# دروتنینگهوار
دروتنینگهوار (سوئدی: Drottningskär) شهری در جزیره آسپو، بخش کالسکرونا، شهرستان بلکینگه در سوئد با جمعیت ۳۲۸ تن در سال ۲۰۰۵ است. نام این شهر بر یک دژ ناوی سدهٔ هفدهم که اکنون بخشی از میراث جهانی شهر ناوی کلسکرونا است دیده می‌شود.